# Зеба, Зайко
За́йко Зе́ба (босн. Zajko Zeba; 22 мая 1983, Сараево, СФРЮ) — боснийский футболист, полузащитник. Выступал за сборную Боснии и Герцеговины.

## Карьера
Начинал играть в Боснии и Герцеговине. Затем полтора сезона играл за словенский «Марибор».
После перебрался в клуб первого российского дивизиона «КАМАЗ»: лучший игрок (2007), автор лучшего гола (2007, 2008). В конце 2009 года перешёл в «Аланию».
Во время сборов к сезону 2010 года получил травму и на некоторое время выбыл из обоймы, а когда вернулся в строй, уже не смог пробиться в состав из-за конкуренции среди легионеров, поэтому был выставлен «Аланией» на трансфер. Играл в молодёжном первенстве РФПЛ (6 матчей).
В июле 2010 года перешёл в «Железничар» (Сараево). В 2013—2014 годах играл за клубы стран, ранее являвшимися республиками СФРЮ. С 2015 года — в Боснии и Герцеговине.
За сборную Боснии и Герцеговины провёл 5 матчей, 3 из них — в отборе к Евро 2008.
С июля 2021 года — спортивный директор клуба «Игман» (Кониц).

### Достижения
- Чемпион Боснии и Герцеговины: 2004/05, 2011/12
- Обладатель кубка Боснии и Герцеговины: 2010/11, 2011/12, 2017/18
- Лучший игрок боснийской премьер-лиги: 2011/12, 2015/16